# Patricia Cowings
Patricia Cowings (El Bronx, 15 de diciembre de 1948) es una psicofisióloga estadounidense. Fue la primera mujer americana formada por la NASA como astronauta científica. Aunque fue suplente para un vuelo espacial en 1979, no viajó al espacio. Es más conocida por sus estudios sobre la fisiología de los astronautas en el espacio exterior, así como por ayudar a encontrar curas para el mareo de los astronautas.

## Trayectoria
Cowings nació y creció en el Bronx, Nueva York, el 15 de diciembre de 1948. Es hija única de Sadie B. y Albert S. Cowings. Sadie era ayudante de maestra de preescolar y Albert era dueño de una tienda de comestibles. Ella tuvo otros tres hermanos que llegaron a ser general con dos estrellas del ejército, músico de jazz y periodista independiente. Sus padres hicieron hincapié en la educación como “forma de salir del  Bronx”.
Patricia encontró su amor por la ciencia a muy temprana edad. Patricia participaba en la danza africana y step y en 1970 se licenció en Artes por la Universidad Estatal de Nueva York. Cursar una asignatura de ingeniería en la que participó en el diseño de un trasbordador espacial, le ayudó a lanzar su deseo de trabajar en el campo de la tecnología espacial.
Realizó la mayor parte de sus investigaciones en el Centro de Investigación Ames de la NASA. Allí desarrolló y patentó un sistema de entrenamiento fisiológico llamado Autogenic-Feedback Training Exercise (AFTE), que permite a las personas aprender el autocontrol voluntario de hasta 24 respuestas corporales en seis horas. Su trabajo se probó por primera vez en 1985 para (STS 51-b & STS 51c) Spacelab-3 y la primera misión del transbordador del Departamento de Defensa. También probó su método AFTE en la misión Space J-Lab (la primera misión de un transbordador japonés) con su trabajo enfocándose en eliminar el mareo de los astronautas. Más tarde entrenó a cuatro cosmonautas para controlar tanto el mareo como la presión arterial baja tras seis meses en el espacio a bordo de la estación espacial  MIR. Sus métodos de biorretroalimentación tuvieron éxito y siguió enseñando a controlar el mareo, a mejorar el rendimiento de pilotos de búsqueda y rescate y a reducir los síntomas de varios grupos de pacientes con náuseas, mareos y desmayos.  Ha colaborado en la autoría de diferentes publicaciones con su marido, el Dr.   William B. Toscano. Tienen un hijo, Christopher Michael Cowings Toscano, que viajó con ellos mientras entrenaban a tripulaciones espaciales.
En la actualidad continúa su trabajo ayudando a prevenir el mareo de los astronautas en el espacio, además de controlar el mareo cuando regresan a casa. Es la investigadora principal de los laboratorios de Investigación Psicofisiológica del Centro de Investigación Ames de la NASA y ha sido profesora adjunta de Psiquiatría en UCLA y de psicología médica y clínica en la Universidad de Servicios Uniformados (ARC).

## Premios
Gracias a su investigación y docencia ha podido conseguir varios premios, entre ellos:
- Premio Candace, Coalición Nacional de 100 Mujeres Negras (1989)[10]
- Premio al Logro Individual de la NASA (1993)
- Premio Ingeniero Negro del Año (1997)[11]
- Premio de Honor AMES al Desarrollo Tecnológico (1999)
- Premio de la Ley Espacial de la NASA a la invención (2002)
- Premio Nacional de Tecnología para Mujeres de Color (2006)[11]
- Premio de la Junta de la Ley Espacial de la NASA (2008)[11]
- Premio al logro del Grupo asesor afroamericano de Ames (AAAG) (2010)[11]
- Premio Antorcha Celestial de la Sociedad Nacional de Ingenieros Negros (NSBE) en Los Ángeles (2014)[11]